# Žemberovce
Žemberovce este o comună slovacă, aflată în districtul Levice din regiunea Nitra. Localitatea se află la altitudinea de 221 m deasupra n.m., se întinde pe o suprafață de 29,51 km2 și în 2017 număra 1.261 de locuitori.

## Istoric
Localitatea Žemberovce este atestată documentar din 1256.

## Demografie
| An:                | 1994 | 2004   | 2014   | 2024   |
| ------------------ | ---- | ------ | ------ | ------ |
| Număr de persoane: | 1299 | 1239   | 1267   | 1235   |
| Diferență:         |      | −4,61% | +2,25% | −2,52% |

| An:                | 2023 | 2024   |
| ------------------ | ---- | ------ |
| Număr de persoane: | 1234 | 1235   |
| Diferență:         |      | +0,08% |